# صائد اللص (فلم 1914)
صائد اللص (بالإنجليزية: A Thief Catcher)، وهو فيلم كوميدي أمريكي صامت من عام 1914، تم إنتاجه في استوديوهات كيستون.

## طاقم التمثيل
- فورد ستيرلينج: رئيس
- تشارلي تشابلن: شرطي (أونكرديتد)
- وليام هوبر: شرطي (أونكرديتد)
- جورج جاسك: شرطي (أونكرديتد)
- إدغار كينيدي: مخادع (أونكرديتد)
- روب ميلر: شرطي (أونكرديتد)
- ماك سوين: مخادع (أونكرديتد)

## روابط خارجية
- صائد اللص على موقع IMDb (الإنجليزية)
- صائد اللص على موقع أول موفي (الإنجليزية)
- صائد اللص على موقع فيلمافينيتي (الإسبانية)
- صائد اللص على موقع قاعدة بيانات الفيلم (الإنجليزية)
- صائد اللص على موقع ليتربوكسد (الإنجليزية)
- صائد اللص على موقع كينوبويسك (الروسية)